# 1202 Marina

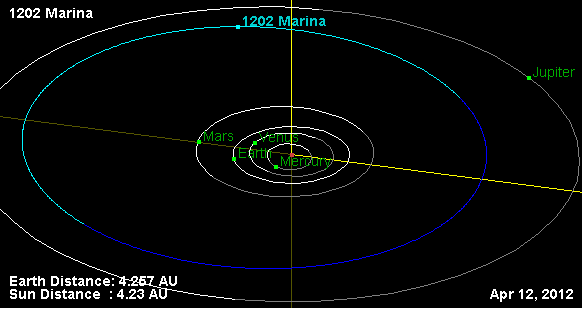
Órbita de 1202 Marina.

Marina (asteróide 1202) é um asteróide da cintura principal com um diâmetro de 54,93 quilómetros, a 3,2782245 UA. Possui uma excentricidade de 0,176512 e um período orbital de 2 901,13 dias (7,95 anos).
Marina tem uma velocidade orbital média de 14,92801446 km/s e uma inclinação de 3,36138º.
Esse asteróide foi descoberto em 13 de Setembro de 1931 por Grigory Neujmin.